# Province d'Ávila
Pour les articles homonymes, voir Ávila (homonymie).
La province d'Ávila (en espagnol : Provincia de Ávila) est une des neuf provinces de la communauté autonome de Castille-et-León, dans le centre de l'Espagne. Sa capitale est la ville d'Ávila.

## Géographie
La province d'Ávila se trouve au sud de la communauté autonome et couvre une superficie de 8 048 km2.
La province est bordée au nord par la province de Valladolid, à l'est par la province de Ségovie et la communauté de Madrid, au sud par la province de Tolède (communauté autonome de Castille-La Manche), au sud-ouest par la province de Cáceres (communauté autonome d'Estrémadure) et à l'ouest par la province de Salamanque.

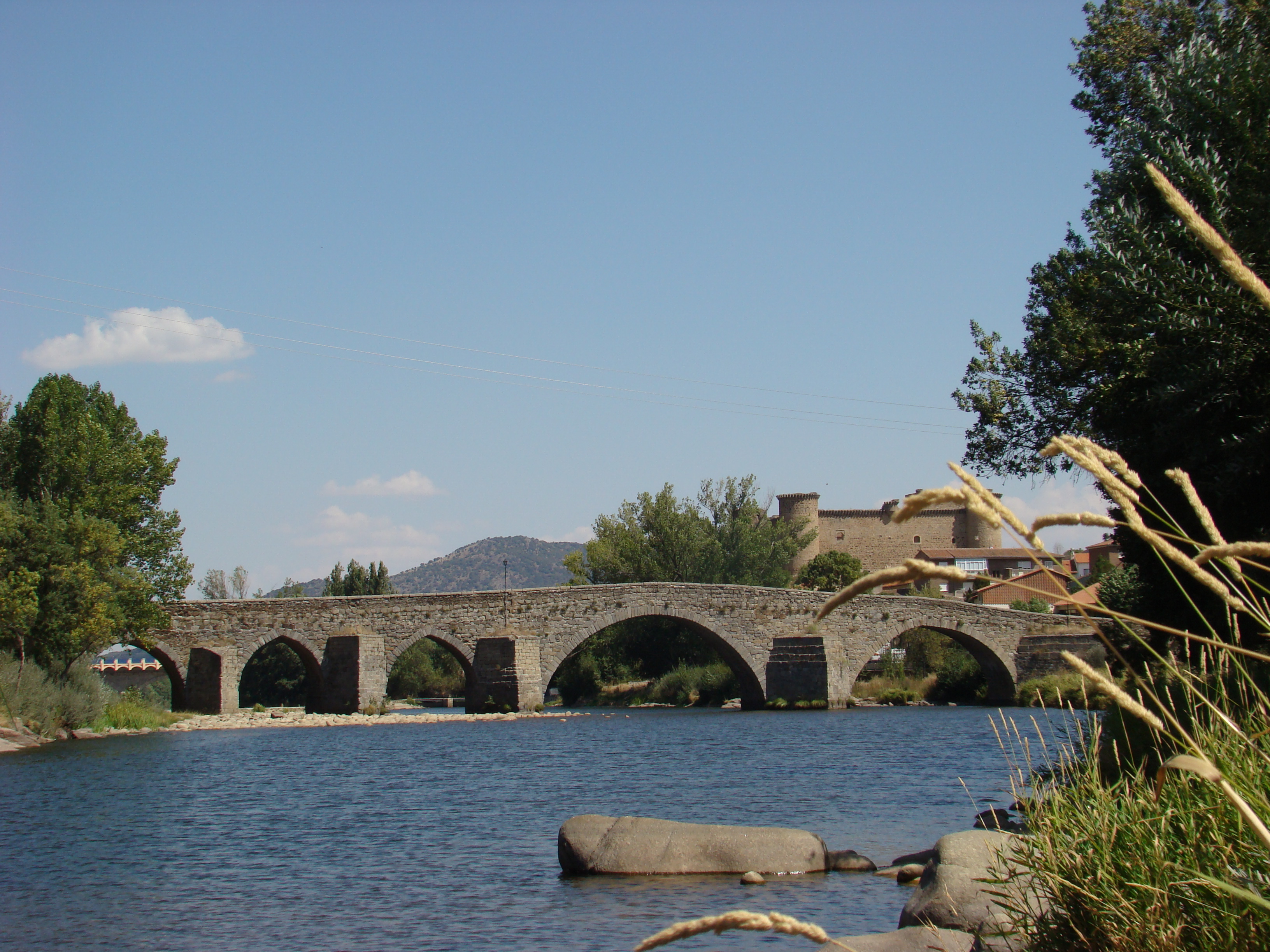
La rivière Tormes à Barco de Ávila.

## Population
La population de la province s'élevait à 163 885 habitants (82 297 hommes et 81 588 femmes) au recensement de 2001. Les habitants de la province s'appellent Abulense, parfois Avilés.

## Subdivisions

### Comarques
La province d'Ávila est subdivisée en cinq comarques :
- Arévalo ;
- Avila ;
- Burgohondo-Cebreros-El Tiemblo ;
- El Barco de Ávila-Piedrahita ;
- Arenas de San Pedro.

### Communes
La province compte 248 communes (municipios en espagnol). Une seule compte plus de dix mille habitants : Ávila, la capitale.